# Переправочно-десантный паром
Переправочно-десантный паром, ПДП (Изделие 561П) — боевая машина инженерных войск (переправочно-десантный паром) ВС России.
Современный российский самоходный паром, разработанный и производящийся ОАО КБТМ (Омск), и предназначенный для паромной переправы через водные преграды танков, ракетных комплексов, артиллерийских систем, боевых машин пехоты и прочего вооружения и военной техники.
Для транспортировки парома используется низкосилуэтный гусеничный транспортёр (Изделие 561Т).

## Серийное производство
Паромы ПДП должны поступить на вооружение инженерных войск Российской Федерации — России в ходе реализации Государственной программы вооружения на 2011—2020 годы.

## Технические характеристики
- Масса — 29,5 тонны;
- Грузоподъёмность — 60 тонн;
- Экипаж — 2 человек;
- Размеры на плаву:
- — длина — 16 500 мм
- — ширина — 10 270 мм
- — осадка с грузом 60 тонн — не более 650 мм;
- Мощность двигателя — 330 л. с.;
- Максимальная скорость движения:
- — без груза — 12 км/ч
- — с грузом 60 тонн — 10 км/ч;
- Запас хода по топливу — 10 часов;
- Пределы применения парома:
- — по скорости течения — до 2,5 м/с
- — по волнению — до 2 баллов;
- Возможна стыковка со звеньями понтонного парка (ПП-91).